# Gonzalo Barrachina Sellés
Gonzalo Barrachina Sellés (Alcoy (Alicante), 29 september 1869 – aldaar, mei 1916) was een Spaans componist en schrijver.

## Levensloop
Op 15-jarige leeftijd was hij lid van de Banda de Música "Nueva Iris" de Alcoy en speelde hobo in dit orkest. Hij studeerde hobo aan het Real Conservatorio Superior de Música de Madrid en vervolgde met studies in harmonie en compositie bij Valentín Arin. In 1897 won hij de compositie prijs van "Real Madrileño".
Zijn partituren werden gearchiveerd in het museum van Alcoy. Een bepaalde tijd was hij ook uitgever van het lokale dagblad «Heraldo de Alcoy».

## Composities (selectie)

### Werken voor banda (harmonieorkest)
- 1916 Himno de Fiestas "Nostra Festa" - tekst: Eugenio Moltó
- Ecos de Levante (Ecos Levatinos), paso-doble
- El Sig, marcha mora

### Muziektheater
- La Bella Zaida, zarzuela